# Essex uralkodóinak listája
Essex a 7 angolszász királyság egyike, amelyet szászok alapítottak 527 körül. A táblázat a terület uralkodóit sorolja fel 527 és 825 között
| Portré/Érme                                          | Uralkodó         | Névváltozat                          | Uralkodott | Címe                                                                            | Megjegyzés                                                                         |
| ---------------------------------------------------- | ---------------- | ------------------------------------ | ---------- | ------------------------------------------------------------------------------- | ---------------------------------------------------------------------------------- |
|                                                      | Æscwine          | Erkenwine Erchenwine                 | 526–587    | ÆSCVVINE CENFVSING ESTSEAXNA CYNING ÆSCVVINE REX SAXONVM ORIENTALIVM            | Szül.: 494.                                                                        |
|                                                      | Sledda           | Sledd                                | 587–597    | SLEDDA ÆSCVVINING ESTSEAXNA CYNING SLEDDA REX SAXONVM ORIENTALIVM               | Æscwine fia.                                                                       |
|                                                      | Sæberht          | Saberht Sæbert Saebert Sabert Sebert | 597–616    | SÆBRYHT SLEDDING ESTSEAXNA CYNING SÆBRYHT REX SAXONVM ORIENTALIVM               | Sledda fia.                                                                        |
|                                                      | Sexred           | Seaxred                              | 616–617    | SEXRED SÆBRYHTING ESTSEAXNA CYNING SEXRED REX SAXONVM ORIENTALIVM               | Sæberth fiai.                                                                      |
|                                                      | Sæward           | Saeward                              | 616–617    | SÆVVARD SÆBRYHTING ESTSEAXNA CYNING SÆVVARD REX SAXONVM ORIENTALIVM             | Sæberth fiai.                                                                      |
|                                                      | I. Kis Sigeberht |                                      | 617–653    | SIGEBRYHT SÆVVARDING ESTSEAXNA CYNING SIGEBRYHT PARVVS REX SAXONVM ORIENTALIVM  | Sæward fia.                                                                        |
|                                                      | II. Jó Sigeberht | ~Bonus/Sanctus                       | 653–660    | SIGEBRYHT SÆVVARDING ESTSEAXNA CYNING SIGEBRYHT SANCTVS REX SAXONVM ORIENTALIVM | -                                                                                  |
|                                                      | Swithelm         | Swithhelm                            | 660–664    | SVVIÞELM ESTSEAXNA CYNING SVVIÞELM REX SAXONVM ORIENTALIVM                      | Seaxbald fia, Sæberht unokája.                                                     |
|                                                      | Sighere          |                                      | 664–683    | SIGHERE SIGEBRYHTING ESTSEAXNA CYNING SIGHERE REX SAXONVM ORIENTALIVM           | I. Sigeberht fia.                                                                  |
|                                                      | Szent Sæbbi      | Sebbi                                | 664–694    | SEBBI ESTSEAXNA CYNING SEBBI REX SAXONVM ORIENTALIVM                            | Sexred fia.                                                                        |
|                                                      | Sigeheard        |                                      | 694–709    | SIGEHEARD SEBBING ESTSEAXNA CYNING SIGEHEARD REX SAXONVM ORIENTALIVM            | Sæbbi fiai.                                                                        |
|                                                      | Swæfred          | Suebred Swaefred Swaebheard          | 694–709    | SVVÆFRED SIGEHEARDING ESTSEAXNA CYNING SVVÆFRED REX SAXONVM ORIENTALIVM         | Sæbbi fiai.                                                                        |
|                                                      | Offa             |                                      | 709        | OFFA SIGEHERING ESTSEAXNA CYNING OFFA REX SAXONVM ORIENTALIVM                   | Sighere fia. Lemondott.                                                            |
|                                                      | Sælred           | Swebert Selered                      | 709–746    | SÆLRED SIGEBRYHTING ESTSEAXNA CYNING SÆLRED REX SAXONVM ORIENTALIVM             | II. Sigeberht leszármazottja.                                                      |
|                                                      | Swæfberht        |                                      | 715–738    | SVVÆFBRYHT ESTSEAXNA CYNING SVVÆFBRYHT REX SAXONVM ORIENTALIVM                  | -                                                                                  |
|                                                      | Swithred         | Swaefred                             | 746–758    | SVVIÞRED SIGEMVNDING ESTSEAXNA CYNING SVVIÞRED REX SAXONVM ORIENTALIVM          | Sigeheard unokája.                                                                 |
|                                                      | Sigeric          |                                      | 758–798    | SIGERIC ESTSEAXNA CYNING SIGERIC REX SAXONVM ORIENTALIVM                        | Sælred fia.                                                                        |
|                                                      | Sigered          |                                      | 798–812    | SIGERED SIGERICING ESTSEAXNA CYNING SIGERED REX SAXONVM ORIENTALIVM             | Sigeric fia. (812-től Merciai uralom alatt). Haláláig (825) hercegként uralkodott. |
| 812–825 között Merciai királyok uralkodnak Essexben. |                  |                                      |            |                                                                                 |                                                                                    |
| 825-től Wessexi királyok uralkodnak Essexben.        |                  |                                      |            |                                                                                 |                                                                                    |